# Symfonie nr. 5 (Butterworth)
Arthur Butterworth voltooide zijn Symfonie nr. 5 aan het eind van 2002. Hij had er twee jaar aan gewerkt. De symfonie past niet goed binnen de moderne muziek van eind 20e eeuw/begin 21e eeuw. Ze is meer geschreven in de traditie van symfonieën uit het begin van de 20e eeuw. De componist verwees zelf naar Jean Sibelius, maar dan toch wel gematigder in dynamiek. Zoals Sibelius zijn inspiratie haalde uit de Finse woeste natuur, zo haalde Butterworth de zijne uit de vergezichten van Rannoch Moor, mistig en tijd voor nadenken, contemplatie. Butterworth schreef net als Sibelius zeven symfonieën.
De symfonie kent drie delen:  
1. Allegro moderato
2. Adagio
3. Allegro molto

De eerste uitvoering vond plaats op 22 oktober 2003 door het BBC Philharmonic in Manchester geleid door de componist ter gelegenheid van zijn 80-jarige verjaardag.